# 劉一峰 (神父)
劉一峰（法語：Yves Moal，1941年8月5日—）神父，出生於法國布列塔尼區菲尼斯泰爾省北部的圣波勒德莱昂。天主教巴黎外方傳教會傳教士，1966年申請至台灣服務迄今，為花蓮玉里天主堂（玉里聖母玫瑰堂）主堂神父、安德啟智中心（安德怡峰園）負責人。2017年正式獲發歸化國籍許可證及定居證，並取得中華民國國民身分證。

## 生平
劉一峰來自傳統天主教家庭，在家中排行第二，有哥哥及1對弟妹。出生時，被擔任修士的叔叔作為代父抱著受洗，叔叔並以自己的名字Yves為其命名。之後，這位立志成為神父並想前往亞洲傳教的叔叔，因二次大戰而身故，劉一峰便繼承其遺志，成為傳教士前往亞洲傳教。
劉一峰從法國巴黎大學神學系畢業並服完兵役後，進入修道院服事。1966年，申請前往台灣服務，經過一個多月的船程，於同年7月14日抵達基隆港。先於新竹學習漢語二年，後則往花蓮玉里服務，長期耕耘花蓮地區身心障礙與啟智照顧，並協助法國神父博利亞、潘世光，合力編成《阿美族-法語辭典》、《阿美族-美語辭典》、《布農族-法語辭典》等書。

## 安德啟智中心
1999年，劉一峰接棒經營由顧超前神父所創立的社福機構–「安德啟智中心」，該機構透過庇護工場及資源回收等方式，不分宗教信仰的長期安置花東地區身心障礙者、遊民，及遭棄養的弱勢族群，從事多面向的人道服務。更在玉里天主堂整理二手書籍和更新閱覽室圖書，整合花蓮縣玉里數位機會中心資源，推廣社區閱讀。
由於顧超前神父在病逝前，即有籌建智能障礙者安養中心的想法，希望能讓智能障礙的院生有安養終老處。故劉一峰接手安德啟智中心後，即著手籌建老年身心障礙者的收容機構，歷經10年募資籌備，「安德怡峰園」在2019年4月3日落成啟用，為一4層樓半之建築，共有50個床位及復健、長照設備等，連同整見過之安德啟智中心，共可收容約100位身心障礙院生。落成當日，副總統陳建仁暨多位出資捐贈者並到場參與揭幕啟用儀式。

## 獲獎及榮譽
- 2015年，獲得中華文化總會頒發第8屆「總統文化獎」人道獎[9]。
- 2015年12月21日，獲得總統府致頒三等（紫色大綬）景星勳章[10]。
- 2016年，獲得「財團法人厚生基金會/立法院厚生會」頒發第26屆「醫療奉獻獎 - 個人醫療奉獻獎」[1][6]。
- 2019年，獲得「港澳台灣慈善基金會」頒發第14屆「愛心獎」[11]。
- 2022年，獲得「財團法人公益傳播基金會」頒發第4屆「台灣義行獎」[11]。

## 參閲
- 玉里天主堂
- 潘世光
- 東豐天主堂
- 天涯若比鄰文化藝術基金會

## 外部連結
- 安德啟智中心 （页面存档备份，存于）
- 玉里天主堂Facebook專頁
- YouTube上的大愛電視-真情映臺灣：劉一峰
- YouTube上的在臺灣的故事：離家50年，法國神父超越血緣以父之名發現愛